# Wat Ounalom
Le Wat Ounalom (khmer : វត្តឧណ្ណាលោម ; API : [ʋɔət ʔunnaːloːm];) est un wat bouddhiste situé à Phnom Penh, au Cambodge. Il est situé sur le quai Sisowath, face au fleuve Tonlé Sap, près du Musée national du Cambodge et du Palais royal de Phnom Penh.  Wat Ounalom est antérieur à la construction de la ville de Phnom Penh . Ce temple bouddhiste abrite les vestiges d'une tour angkorienne datant probablement du XIIème  ou du début du XIIIème siècle, le plus ancienne édifice subsistant de Phom Penh.

## Étymologie
Le nom de Wat Ounalom commémore l'une des reliques les plus sacrées du Cambodge, un cheveu ( lom ) issu de la spire ( unna ) entre les sourcils du Bouddha.

## Histoire
Il aurait été construit en 1443, sous le règne de Ponhea Yat, dernier roi de l'Empire khmer. Il est géré par l'ordre bouddhiste de Maha Nikaya. Le nom de Wat Ounalom vient du nom du stupa Ounalom qui existait avant la fondation de la pagode. C'est un stūpa différent de autres stupas du Cambodge car il comporte cinq sommets. Les moines ont décoré les murs avec une peinture dorée, et ils ont laissé un espace où l'on peut encore voir l'ancien édifice. À l'intérieur du stupa, il y a quatre statues de Bouddha placées à chaque coin et une  grande statue de Bouddha placée au centre de chaque face, similaire à l'image de Bouddha de Angkor Wat. Le bâtiment principal est censé contenir un poil de sourcil du Bouddha et une inscription en pali. Le roi Ponhea Yat a décidé le déplacement du palais de Tuol Basan à Kampong Cham à Phnom Penh en 1434, et a amené la construction de sept temples bouddhistes, dont Wat Ounalom, qui ont tous été démolis. 

## Après 1900

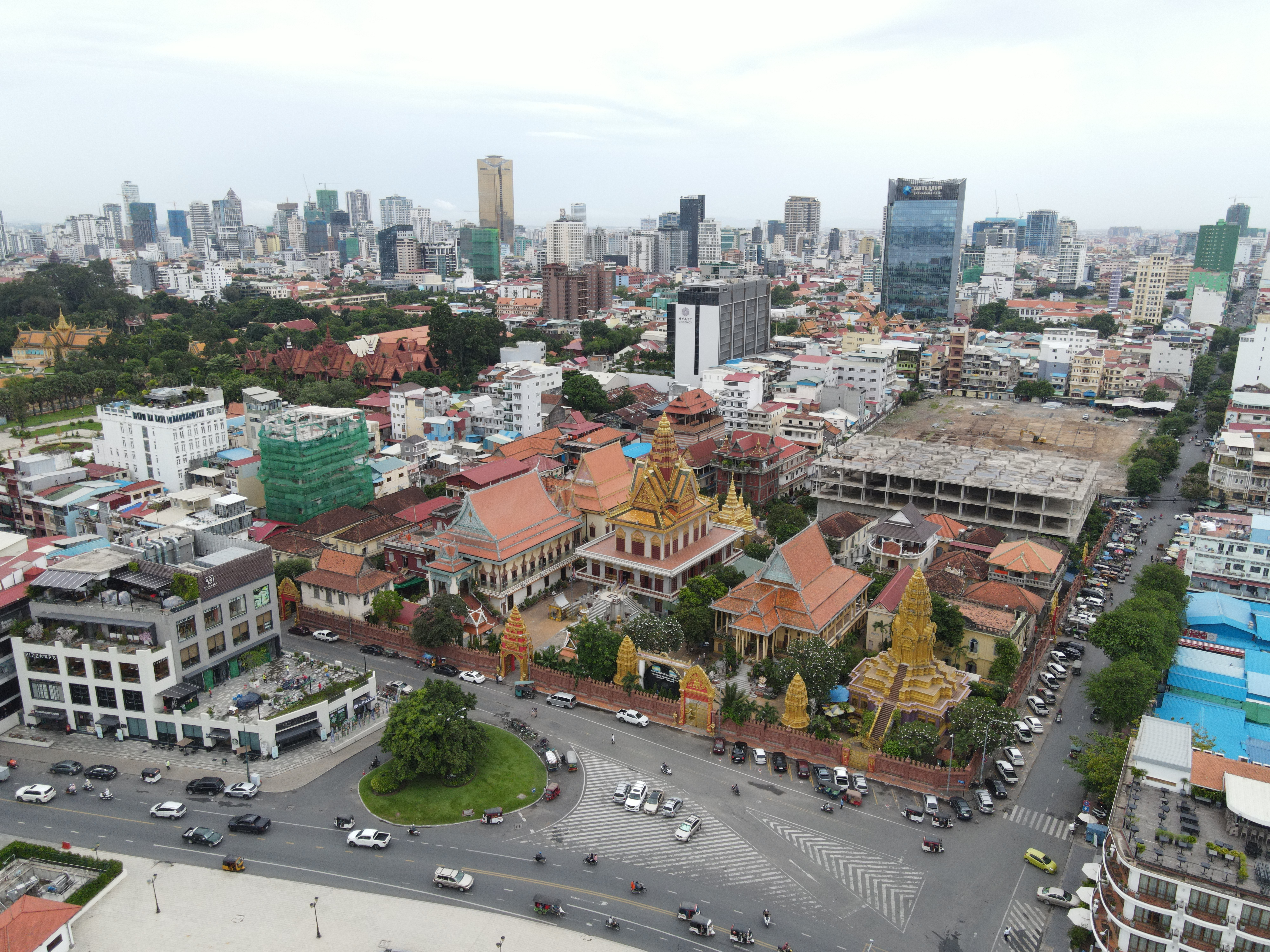
Vue aérienne

L'ancien wat fut démoli et un nouveau  comportant trois étages a été reconstruit en 1957 pour être achevé en 1960. La reconstruction donna lieu à une célébration du mérite qui dura  pendant 4 jours et 3 nuits du 1er au 4 juin 1963. 
Pendant la période des Khmers rouges , Wat Ounalom a été gravement endommagé par la destruction , mais il a été rapidement reconstruit. Il regroupe 44 bâtiments, lesquelles furent endommagées par les Khmers rouges mais aujourd'hui restaurés. Et c'est devenu aujourd'hui l'une des principales attractions touristiques de Phnom Penh.

## Galerie
|  |
|  |

|  |
|  |

|  |
|  |

|  |
|  |

|  |
|  |

|  |
|  |

## Source
- (en) Cet article est partiellement ou en totalité issu de l’article de Wikipédia en anglais intitulé « Wat Ounalom » (voir la liste des auteurs).